# Александер Муньйос
Александер Муньйос (ісп. Alexander Muñoz; 8 лютого 1979) — венесуельський професійний боксер, чемпіон світу за версією WBA (2002—2004, 2007—2008) в другій найлегшій вазі.

## Професіональна кар'єра
1998 року дебютував на професійному рингу. 9 березня 2002 року завоював титул чемпіона WBA у другій найлегшій вазі, перемігши технічним нокаутом у восьмому раунді Кобаясі Селеса (Японія). Провів три вдалих захиста, здобувши перемогу над Хонда Хіденобу і двічі нокаутувавши Кодзіма Ейдзі.
3 грудня 2004 року вийшов проти Мартіна Кастільйо (Мексика) і зазнав поразки одностайним рішенням, двічі по ходу бою побувавши в нокдаунах.
26 травня 2005 року переміг до того непереможного Хуліо Давид Роке Лер (Аргентина) і став обов'язковим претендентом на титул WBA. 21 січня 2006 року вдруге бився за звання чемпіона з Мартіном Кастільйо і програв розділеним рішенням.
3 травня 2007 року, перемігши одностайним рішенням суддів Мейдзьо Нобуо (Японія), вдруге завоював титул чемпіона WBA у другій найлегшій вазі. Двічі захистивши свій титул, 17 травня 2008 року Муньйос зустрівся в об'єднавчому бою з чемпіоном WBC у другій найлегшій вазі Крістіаном Міхаресом (Мексика) і програв розділеним рішенням.
26 грудня 2010 року вийшов на бій за вакантний титул WBA у легшій вазі проти Камеда Кокі (Японія) і програв одностайним рішенням. До завершення кар'єри провів ще 12 поєдинків, зазнавши в них шість поразок.